# Кремленаград
Кремленаград (от надписи на чертеже Kremlenagrad, также Кремлена град, Кремленоград) — известный план Московского Кремля начала XVII века. Наряду с «Петровым чертежом», один из важнейших источников сведений о постройках в Москве в конце XVI — начале XVII века.

## Происхождение
По-видимому, план был составлен в самом начале XVII века (датировка основывается на том, что колокольня Ивана Великого изображена уже надстроенной). С. П. Бартенев датировал чертёж 1602 годом. Предложенная Н. Я. Тихомировым и В. Н. Ивановым датировка концом XVII века считается ошибочной.
Впервые опубликован малым тиражом голландским картографом Герритсом Гесселем в виде отдельного листа в 1613 году. В 1662 году в Амстердаме план вошёл в знаменитую «Космографию Блау» — 12-томный атлас, изданный голландским картографом Яном Блау.
Считается, что чертёж отражает проект переустройства Кремля: недостроенный царский дворец изображён в виде плана, деревянные строения, которых по другим источникам в Кремле было много, не показаны вовсе. М. П. Кудрявцев приписывает авторство чертежа Фёдору Коню.

## Описание
Карта была создана голландским картографом Гесселем Геритсем в 1613 году и посвящается царю Михаилу Фёдоровичу. Сама карта является переработкой центральной части плана Москвы, изображённом на карте России, изданной Геритсем в том же году и составленном им по сведениям Исаака Массы.
В описании плана говорится о том, что он изображает вид Кремлёвской крепости во времена правления Бориса Годунова. В поздних переизданиях карты (с 1645 года), в связи с взошествием на престол Алексея Михайловича, изменена титульная надпись. В 1912 году карта была представлена в Московском археологическом институте на лекции Н.А. Скворцова с переводом на русский язык М. В. Василькова. 
План представляет собой гравюру на меди; несколько оттисков плана находятся в ГИМе (ед. хр. 43512/Л 13642), некоторые раскрашены.
Чертёж выполнен в аксонометрической проекции и использует крупный масштаб (примерно 1:2000), геометрия крепостных стен Кремля заметно искажена. Кроме каменных строений, изображённых объёмно, иногда показаны также деревянные мостовые.
Подписи к карте выполнены на латыни, за исключением двух названий рек, написанных также по-русски: «Москва река» и «Неглина река» и надписи в заголовке «Кремлена град» (в два слова). Справа от плана находятся текстовые пояснения, а также посвящение «Великому государю, царю и великому князю Алексею Михайловичу», хотя план был составлен «под державой царя Бориса Годунова». В издании 1613 года присутствует посвящение Михаилу Фёдоровичу, а также подпись автора (издателя), исчезнувшая во втором издании. По мнению М. П. Кудрявцева, план первоначально имел экспликацию на русском языке.
По мнению В. Е. Румянцева, «этот вид Кремля, древнейший, после фантастического вида Герберштейна, превосходит другие, позднейшие, и своим размером и более подробным указателем мест и строений и тщательной вырисовкой предметов, которая даёт понятие о самой фигуре зданий с мелкими подробностями их архитектурной отделки».

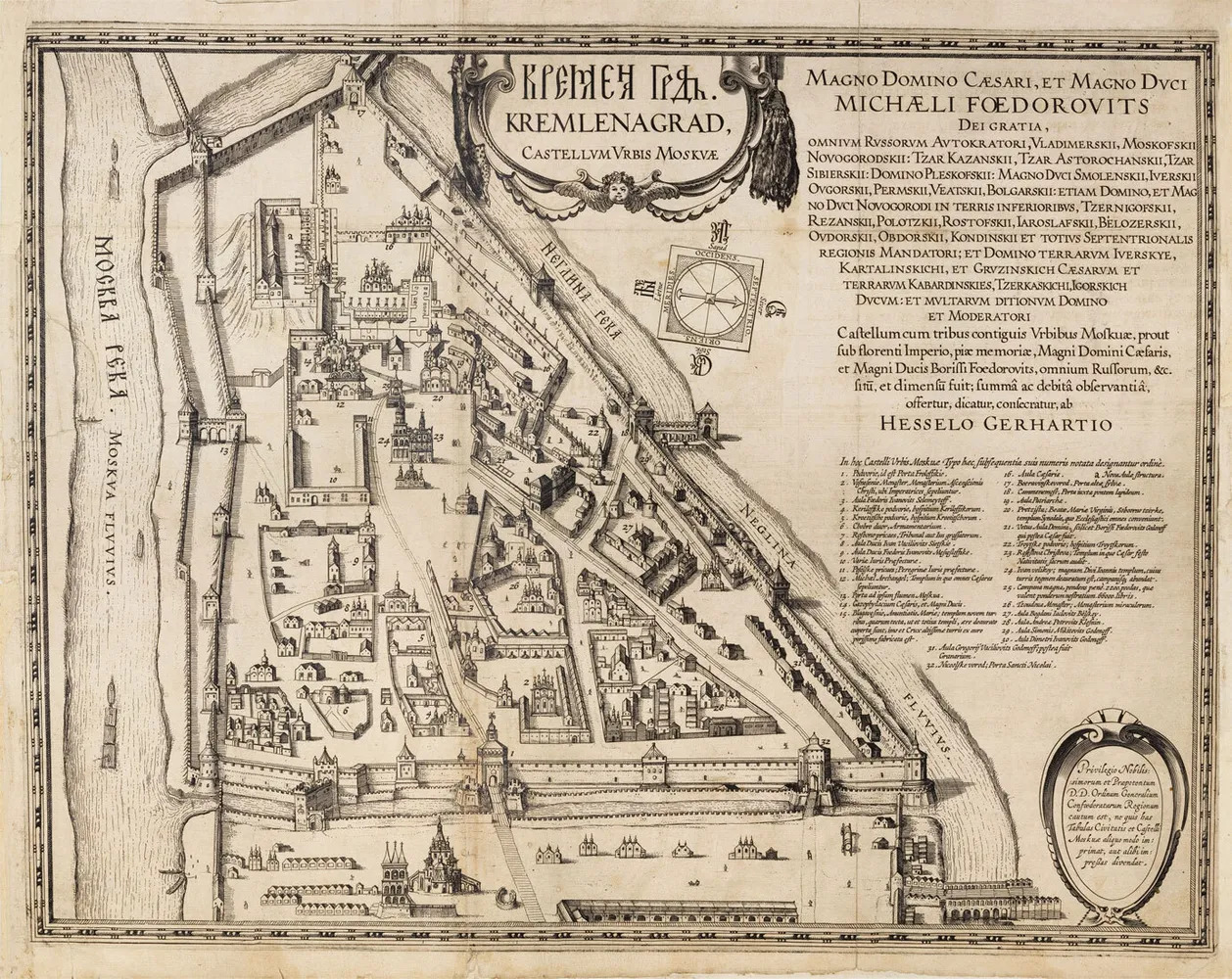
карта московского кремля 1613 года (Гессель Геритс)
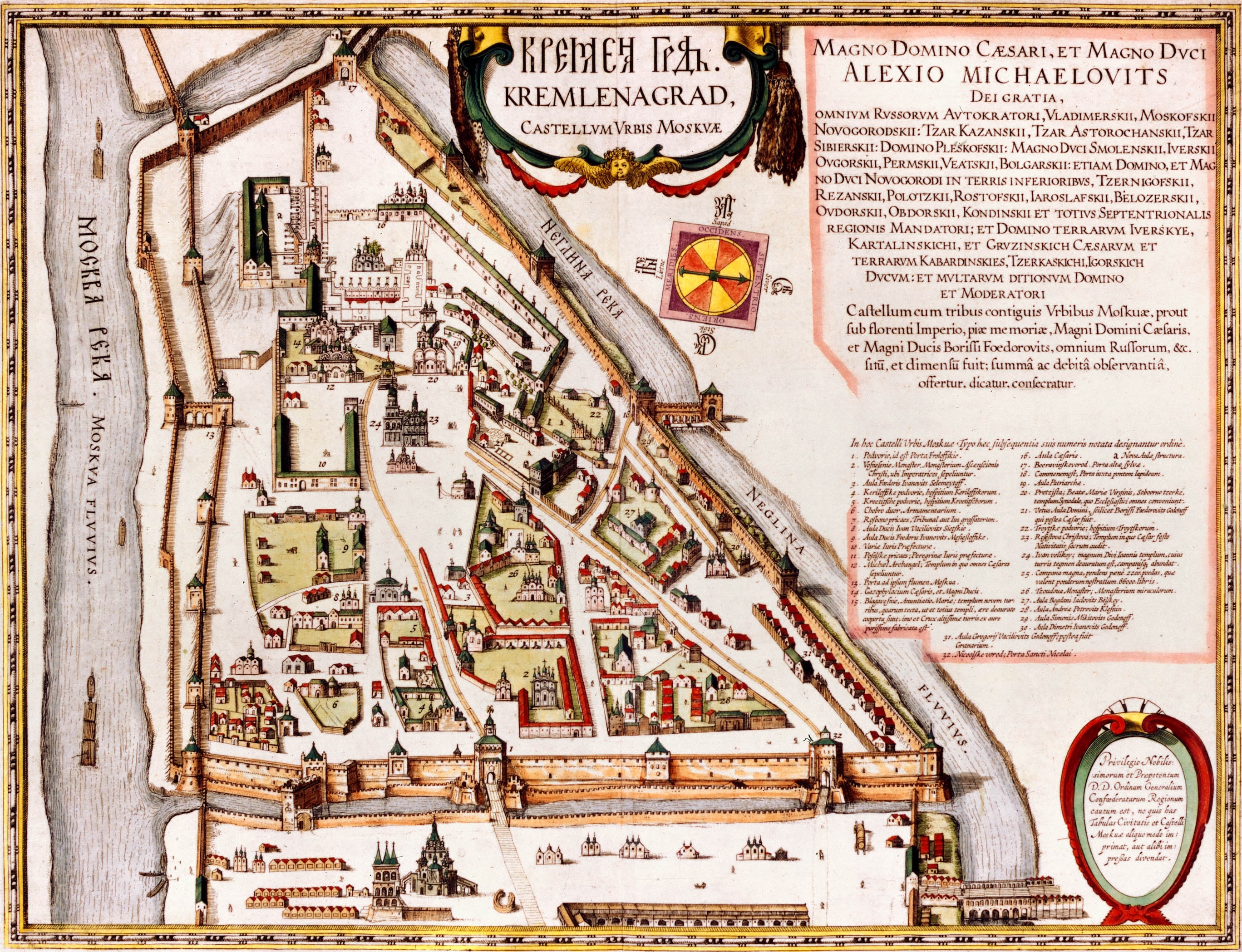
карта 1645-1663 годов (Ян Блау)
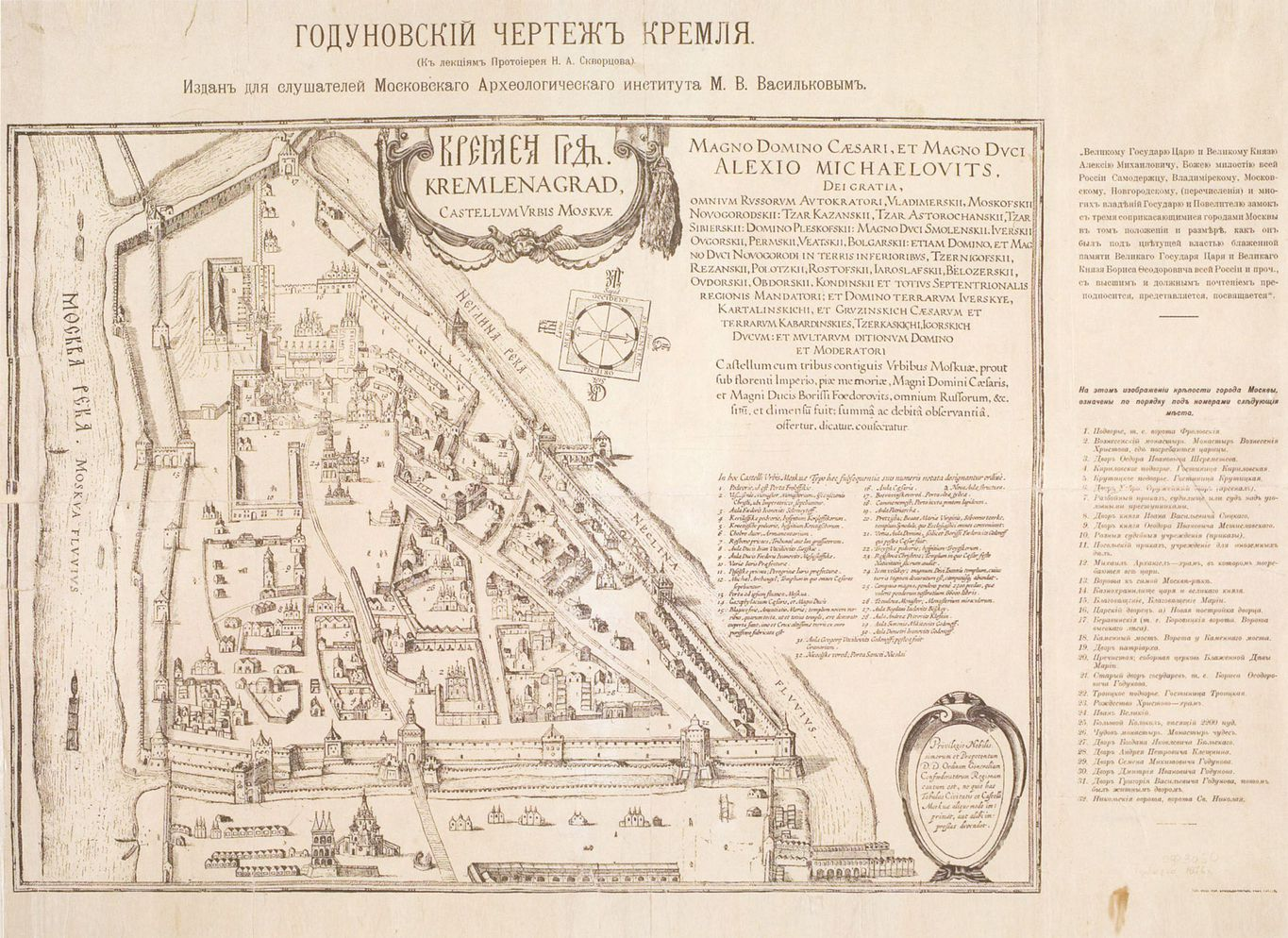
карта 1912 года (М.В. Васильков)

## Пронумерованные объекты
Пронумерованные объекты описаны на латыни
1. Подворье или Фроловские ворота
2. Вознесенский монастырь, место погребения цариц
3. Двор Федора Ивановича Шереметева
4. Кирилловское подворье
5. Крутицкое подворье
6. Хобров двор. Арсенал
7. Разбойный приказ
8. Двор Ивана Васильевича Сицкого
9. Двор Федора Ивановича Мстиславского
10. Суды
11. Посольский приказ
12. Собор Михаила Архангела, место погребения царей
13. Ворота на Москву-реку
14. Казнохранилище
15. Храм Благовещения Марии
16. Царский дворец (а) Новый дворец, ещё не построенный
17. Боровицкие ворота
18. Каменный мост и ворота близ него
19. Патриарший двор
20. Церковь пресвятой девы Марии. Здесь собирается всё духовенство
21. Старый дворец или Запасной дворец Бориса Годунова[6]
22. Троицкое подворье[7]
23. Храм Вознесения Господня. Здесь царь на праздник Рождества слушает службу
24. Иван Великий. На крыше — украшения и колокола
25. Большой колокол (вес около 2200 пудов)
26. Чудов монастырь
27. Двор Богдана Яковлевича Бельского
28. Двор Андрея Петровича Клешнина
29. Двор Симеона Микитовича Годунова
30. Двор Дмитрия Ивановича Годунова
31. Двор Григория Васильевича Годунова. Позже был житницей
32. Никольские ворота